# Pactul internațional pentru drepturile civile și politice
Pactul internațional pentru drepturile civile și politice (ICCPR) este un tratat multilateral adoptat prin Rezoluția 2200A (XXI) a Adunării Generale a Națiunilor Unite la 16 decembrie 1966 și în vigoare începând cu 23 martie 1976, în conformitate cu articolul 49 din pact. Articolul 49 a permis ca pactul să intre în vigoare la trei luni de la data depunerii celui de-al treizeci și cincilea instrument de ratificare sau aderare. Pactul își angajează părțile să respecte drepturile civile și politice ale persoanelor, inclusiv dreptul la viață, libertatea religioasă, libertatea de exprimare, libertatea de reuniune, drepturile electorale și drepturile la un proces adecvat și un proces echitabil. În septembrie 2019, Pactul are 173 de partide și încă șase semnatari fără ratificare.
ICCPR face parte din Carta Internațională a Drepturilor Omului, împreună cu Pactul internațional pentru drepturile economice, sociale și culturale (ICESCR) și Declarația universală a drepturilor omului (UDHR).
ICCPR este monitorizat de Comitetul pentru drepturile omului al Organizației Națiunilor Unite (un organism separat al Consiliului pentru drepturile omului al Organizației Națiunilor Unite), care examinează rapoarte periodice ale statelor părți cu privire la modul în care drepturile sunt puse în aplicare. Statele trebuie să raporteze inițial la un an de la aderarea la Pact și apoi ori de câte ori Comitetul solicită (de obicei din patru în patru ani). Comitetul se întrunește în mod normal la Geneva și, în mod normal, ține trei sesiuni pe an.

## Legături externe
- Text of the Covenant
- List of signatories and parties
- article 2 Bimonthly publication highlighting article 2 of the ICCPR
- Introductory note by Christian Tomuschat, procedural history note and audiovisual material on the International Covenant on Civil and Political Rights in the Historic Archives of the United Nations Audiovisual Library of International Law
- Lecture by Ruth Wedgwood entitled The Work of the United Nations Human Rights Committee: Enforcing the International Covenant on Civil and Political Rights in the Lecture Series of the United Nations Audiovisual Library of International Law
- Christopher N.J. Roberts: William H. Fitzpatrick’s Editorials on Human Rights (1949), published by Arbeitskreis Menschenrechte im 20. Jahrhundert, published at "Quellen zur Geschichte der Menschenrechte"